# Cherry Juice
Cherry Juice (チェリージュース Cherī Jūsu?) är en komisk och romantisk mangaserie gjord av Haruka Fukushima. Serien handlar om den växande kärleken mellan styvsyskonen Minami och Otome. Seriens första volym släpptes i USA av Tokyopop i september 2007.